# گره هشت
گره هشت یک نوع از گره‌های است که با یک پیچش بر روی یک گره ایجاد می‌شود. این گره در صعودهای فنی و غارنوردی برای فشارهای کم و متوسط و برای اهداف تزئینی کاربرد دارد. گره هشت دوبل نیز برای داشتن یک حلقه در انتهای طناب یا در دور یک شی استفاده می‌شود. زدن این گره آسان است و از امنیت خوبی برخوردار است اما ممکن است در صورت فشار سنگین بر روی گره باز کردن آن دشوار باشد.

## نحوه گره زدن

### سنتی
این روش شامل دو لا کردن سر طناب و زدن یک گرهٔ هشت ساده است.

### تعقیب
هنگامی که بخوایم گره مستقیماً دور یک شی زده شود از روش تعقیب باید استفاده شود.
- یک گره هشت یک لا روی طناب ایجاد می‌شود و مقدار مناسبی اضافه طناب در نظر گرفته می‌شود.
- اضافه طناب دور شی مورد نظر پیچیده می‌شود.
- اضافه طناب به داخل گره برگشته و مسیر گره را دنبال می‌کند تا شکل هشت دو لا به دست آید.